# Albert Oehlen
Albert Oehlen (Krefeld, 17 settembre 1954) è un pittore tedesco.
È uno dei pittori tedeschi più importanti della sua generazione. È il fratello del collega pittore Markus Oehlen. Attualmente vive tra Colonia e Segovia.
Oehlen ha studiato con Sigmar Polke ad Amburgo negli anni '70. Si è diplomato alla Scuola di Belle Arti in quella città tra il 1978 e il 1981. Ha ricevuto una formazione come pubblicista. È emerso sulla scena artistica contemporanea nei primi anni '80 in una generazione di artisti come Martin Kippenberger, Georg Herold e Werner Büttner, particolarmente critici nei confronti dell'ideologia dominante della loro epoca. È strettamente legato all'ambiente artistico di Colonia.
Il suo lavoro fa parte del movimento neo-espressionista tedesco, chiamato Neue Wilde. Le sue prime opere sono grandi tele, in cui esercitava una forte critica sociale. Il suo lavoro, come quello di suo fratello Markus, Büttner o Kippenberger, ha una certa aggressività che lo distanzia dall'utopia politica.
Successivamente, è evoluto verso l'astrazione, dipingendo i primi quadri astratti alla fine degli anni '80. In alcune delle sue opere, dipinge temi figurativi su fotografie. Ha anche realizzato dipinti con l'ausilio di computer.
Oehlen ha esposto il suo lavoro in numerose mostre internazionali.

## Collezioni pubbliche (selezione)
- Art Institute of Chicago, Chicago
- Museum of Contemporary Art di Los Angeles MOCA, Los Angeles, CA
- San Francisco Museum of Modern Art - SFMOMA, San Francisco, CA
- Tate Modern, Londra
- Galleria Saatchi, Chelsea
- Stazione di Berlino Amburgo, Museum für Gegenwart, Berlino
- Hamburger Kunsthalle, Hamburgo
- Musée National d'Art Moderne, Parigi
- Museo Nacional Centro de Arte Reina Sofía, Madrid
- Museum of Modern Art, New York
- Museum für Moderne Kunst (MMK), Frankforte al Meno
- Museo Ludwig, Colonia
- Museum of Contemporary Art, Chicago
- Pinakothek der Moderne, Monaco di Baviera